# Porte-parapluie

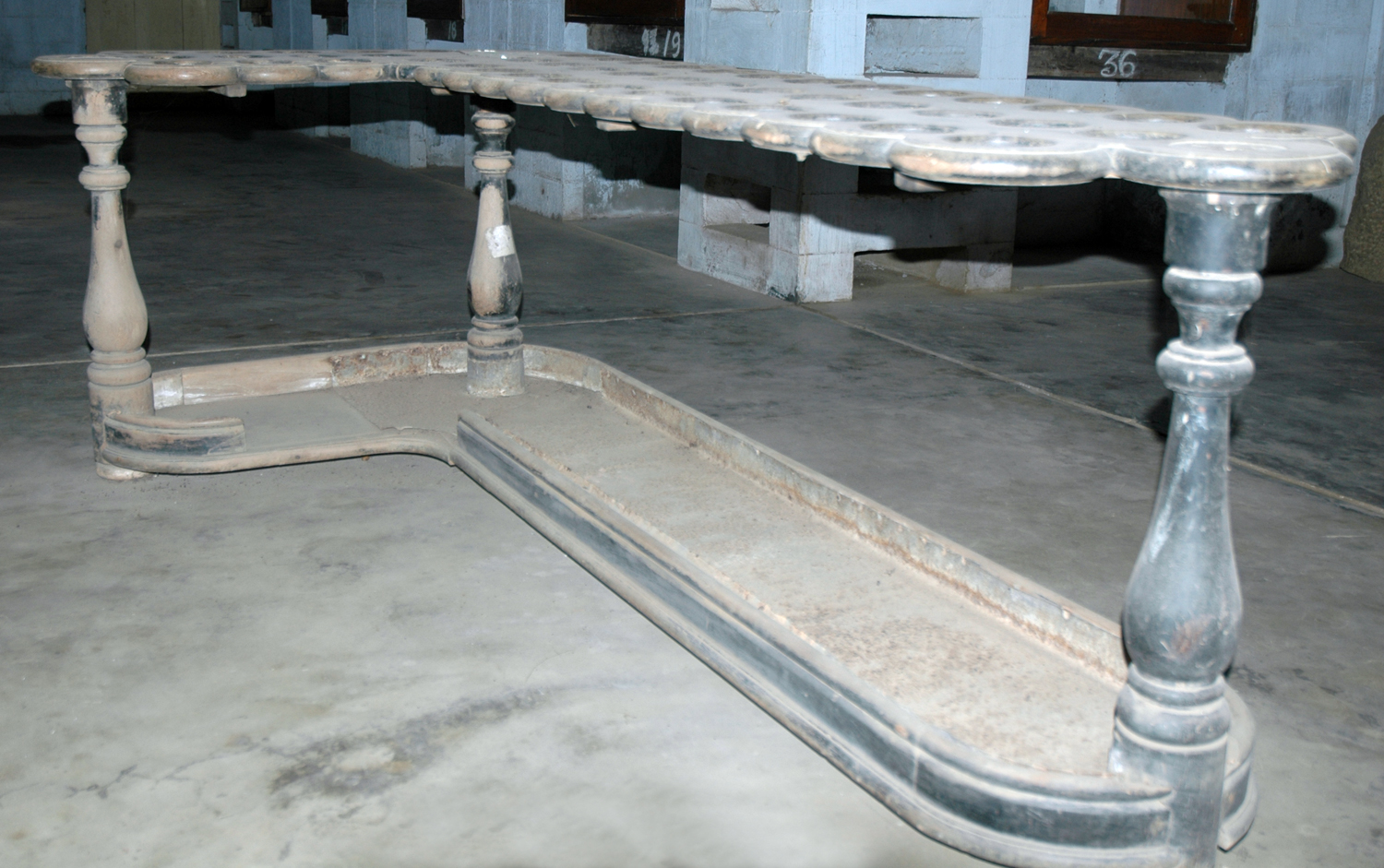
Grand meuble porte-parapluies (Sri Lanka).

Le porte-parapluie est un meuble de stockage pour parapluies, cannes et bâtons. Généralement on peut trouver des porte-parapluies au point d'entrée des immeubles ou dans le hall d'entrée d'une maison.
Dans les bureaux, l'utilisation est limitée aux jours de pluie où les employés et les visiteurs doivent utiliser un parapluie. En entrant dans le bâtiment, on plie et on y introduit le parapluie fermé, qu'on récupère à la sortie : cela évite d'entrer dans toutes les pièces avec le parapluie mouillé.

## Histoire
Le porte-parapluie a fait son apparition au début du XIXe siècle et son usage s'est répandu en France au cours du Second Empire.

## Types

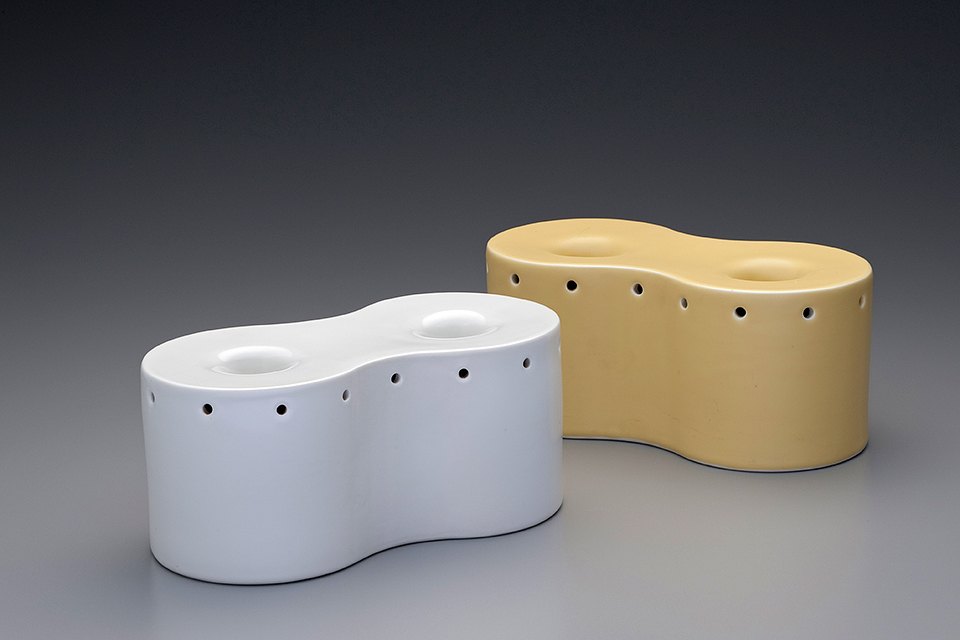
Deux porte-parapluies japonais en céramique de Masahiro Mori.

Les porte-parapluies sont généralement formés d'un tube cylindrique ou d'une base carrée, dimension moyenne (30-40cm) ; on y place le parapluie fermé en position verticale. En plus d'un meuble fonctionnel, il peut représenter un objet de décoration esthétique. On les fabrique dans une grande variété de matériaux, poterie, plastique, métal et bois. Aujourd'hui, on peut en trouver de très avant-gardistes, en particulier en métal et d'autres combinaisons de matériaux plastiques et métal, ou de métal et verre, etc.